# Лінгбійська культура
Лінгбійська культура, Лінгбі (дан. Lyngby) — археологічна культура заключної давньокам'яної доби (IX—VIII тисячоліття до н. е.). Першою була знайдена стоянка на західному березі о. Зеландія (Данія). Під назвою «Лінгбі» виділили археологічну культуру на північному заході Європи з характерними кирками з рогу північного оленя і грубими трикутними черешковими наконечниками стріл. Від тієї стоянки «Лінгбі» на острові Зеландія (Данія) і отримала назву культура. Розширення дослідження відбувалося на теренах від Північної Європи до басейну р. Прип'яті.
Пам'ятки Лінгбі відносяться переважно до пізньольодовикового чи передбореального періоду.

## Зайняття
Населення лінгбійської культури займалося полюванням (олень, лось, кабан тощо).

## Вироби
Найбільш характерні для Лінгбі — рогові сокири і грубі крем'яні вістря списів або стріл з широкою насадкою. Виготовлялися з нуклеусів рублячі пристрої, а з масивних пластин і відщепів — короткі ножі, струганки, різці, мікроліти.

## Стоянки та пам'ятки
На південному заході Білорусі й у Литві зрідка траплялися типові для Лінгбі знаряддя (вістря списів та інше). Стоянки Лінгбі виявлені поблизу агромістечок Опаль і Одрижин Івановського району Берестейської області Білорусі, села Заозер'я Зарічненського району Рівненської області України.

### Піщане
Піщане — стоянка типу «Лінгбі» (кінець палеоліту — початку мезоліту) біля села Одрижин Івановського району. Розташована на південному березі озера Піщане (басейн річка Піна), на схилі піщаних пагорбів заввишки 3-6 м, місцями опускається під воду. Сконцентровані знахідки на східній частині пам'ятки, де були знайдені крем'яні поклади. Виявлено у 1920 р., досліджувала у 1927 р. польський археолог Мєчислава Руксерувна, в 1970 році — білоруський археолог В. Ф. Ісаєнко. Серед 900 оброблених кременів - 50 знарядь праці: різці (бічні, кутові, клиноподібні, серединні), вістря стріл (типу «Лінгбі», аренсбурзької, свідерської, гамбурзької культур), довгі і короткі скребачки, 60 пластин і ін. Пам'ятку датовано XI—VI тисячоліттями до н. е. Крем'яний матеріал частково схожий на знахідки на стоянці Опаль. На терасі північного боку озера Піщане біля села Уласавци Івановського району Берестейської області В.Ісаєнко у 1970 році зібрав близько 100 оброблених крем'яних предметів.

### Опаль
Опаль — група археологічних пам'яток біля села Опаль Івановського району Берестейської області (Білорусь).
- стоянка Опаль-1 розташована за 2,5 км на північний схід від села, з правого берега річки Ясельда. Довжина близько 400 м, висота над заплавою річки 2-3 м, виявив і досліджував в 1971 році, обстежив у 1986 році В. Ф. Ісаєнко. Знайдено 800 виробів з кременю, 160 пластинчастих наконечників стріл, різців, скребел, ножів. Стоянка відноситься до свідерської культури і датується 9-5 тисячоліттями до н. е.
- стоянка Опаль-2 і крем'яна майстерня, що розташована за 1,5 км на схід від села, на північному схилі, у верхній частині улоговини, що утворилася на поверхні височини. Довжина стоянки близько 400 м, висота над заплавою річки 4-6 м. Виявив і досліджував у 1963 р., обстежив у 1986 і 1990 роках В. Ф. Ісаєнко.

Виявлено залишки вогнищ, обкладених камінням, 1400 оброблених крем'яних предметів, серед них макроліти — великі трапецієподібні та овальні сокири, тригранні піки, вістря свідерського типу та вістря Лінгбі, грубі різці, скребачки, струганки й інше. Нагромадження крем'яних відщепів і нуклеусів засвідчило існування колишньої майстерні з обробки кременю. Стоянка та майстерня відносяться до епохи мезоліту, деякі знахідки — до лінгбійської культури.

## Лінгбійсько-аренсбурзька культурно-історична спільнота
Леонід Залізняк та інші археологи вважають, що місцеві фінально-давньокам'яні культури Східної Європи, як зимівниківська (Середня Наддніпрянщина, Сіверськодонеччина, Подоння), ієневська (Волго-окське міжріччя), гренська (Посожжя, верхня Наддніпрянщина), піщанорівська (Подесіння), усть-камська (Покам'я) та інші складають єдину культурно-історичну спільноту (КІС), що разом з культурами Фосна та Комса та іншими входить до лінгбійсько-аренсбурзької культурно-історичної спільноти. Населення усіх вищевказаних культур було мисливцями, що пересувалися услід за стадами оленів.
| Атерійський наконечник | Це незавершена стаття з археології. Ви можете допомогти проєкту, виправивши або дописавши її. |